# برژی‌وی زمان
بُرژی‌وُی زِمان (چکی: Bořivoj Zeman; ۶ مارس ۱۹۱۲ – ۲۳ دسامبر ۱۹۹۱) کارگردان فیلم،  و فیلم‌نامه‌نویس اهل کشور چکسلواکی بود.